# Belfield, New South Wales
Belfield är en ort i Australien. Den ligger i kommunen Canterbury och delstaten New South Wales, i den sydöstra delen av landet, omkring 13 kilometer sydväst om delstatshuvudstaden Sydney. Antalet invånare är 6 043.